# Antoine Salles
Antoine Salles est un homme politique français né le 31 mai 1829 à Tessé-Froulay (Orne) et décédé le 8 avril 1915 à Flers (Orne).
Notaire à Flers, il est conseiller municipal en 1870 et maire de Flers de 1898 à 1915. Il est également élu conseiller général en 1898. Il est député de l'Orne de 1904 à 1906, inscrit au groupe progressiste.

## Sources
- « Antoine Salles », dans le Dictionnaire des parlementaires français (1889-1940), sous la direction de Jean Jolly, PUF, 1960 [détail de l’édition]